# Dumitru Stăniloae
Dumitru Stăniloae (né le 16 novembre 1903 à Vlădeni (ro) (actuellement partie de Dumbrăvița, județ de Brașov) et mort le 5 octobre 1993 à Bucarest) est un prêtre de l'Église orthodoxe roumaine, théologien, universitaire et professeur.
En plus de commentaires sur les Pères de l'Église comme Grégoire de Nysse, Maxime le Confesseur, ou Athanase le Grand, et de la traduction en roumain de la Philocalie, son chef-d'œuvre, La théologie dogmatique orthodoxe, le révèle comme l'un des plus importants théologiens chrétiens de la seconde moitié du XXe siècle.

## Biographie

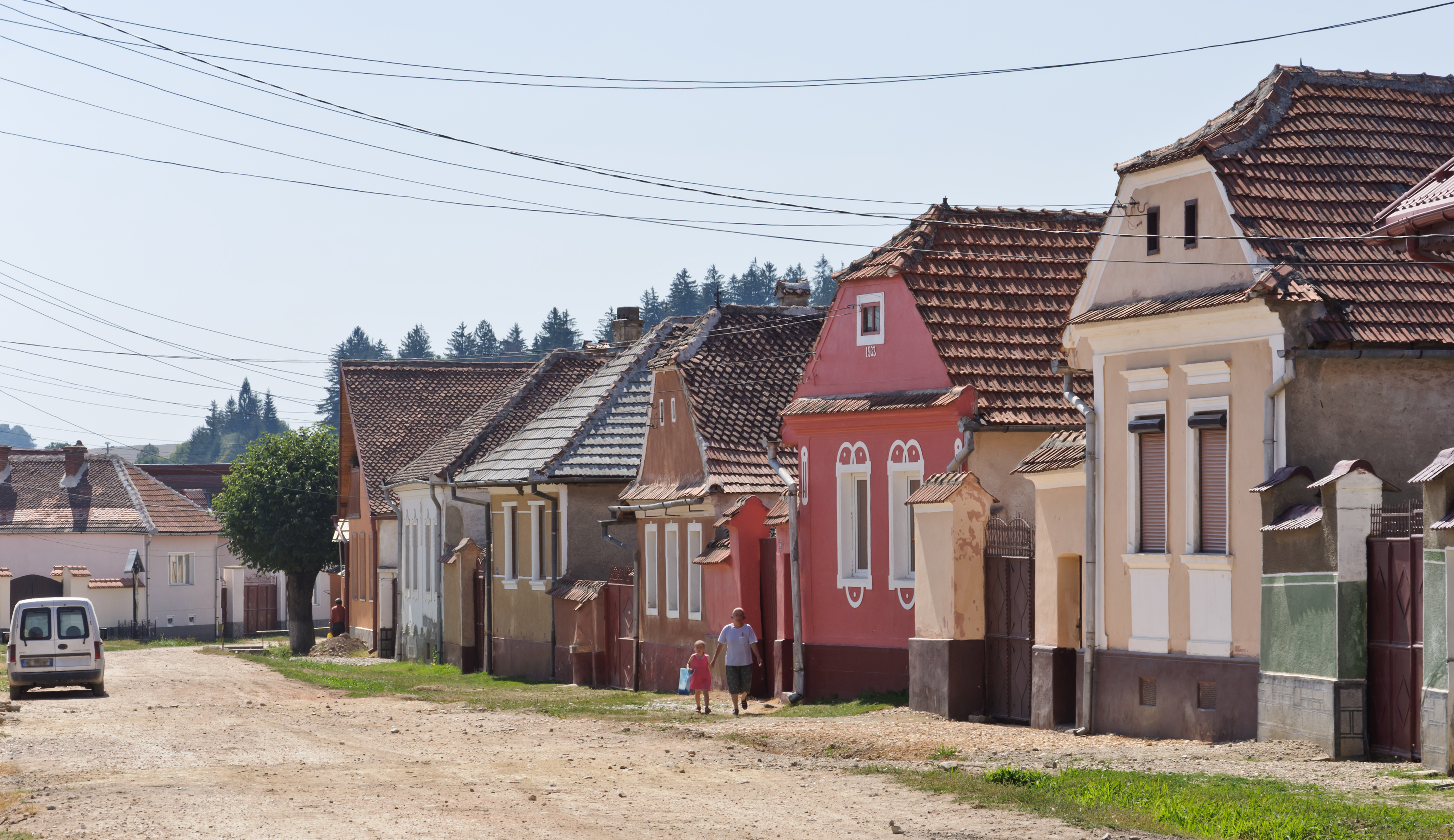
Vue de Vlădeni

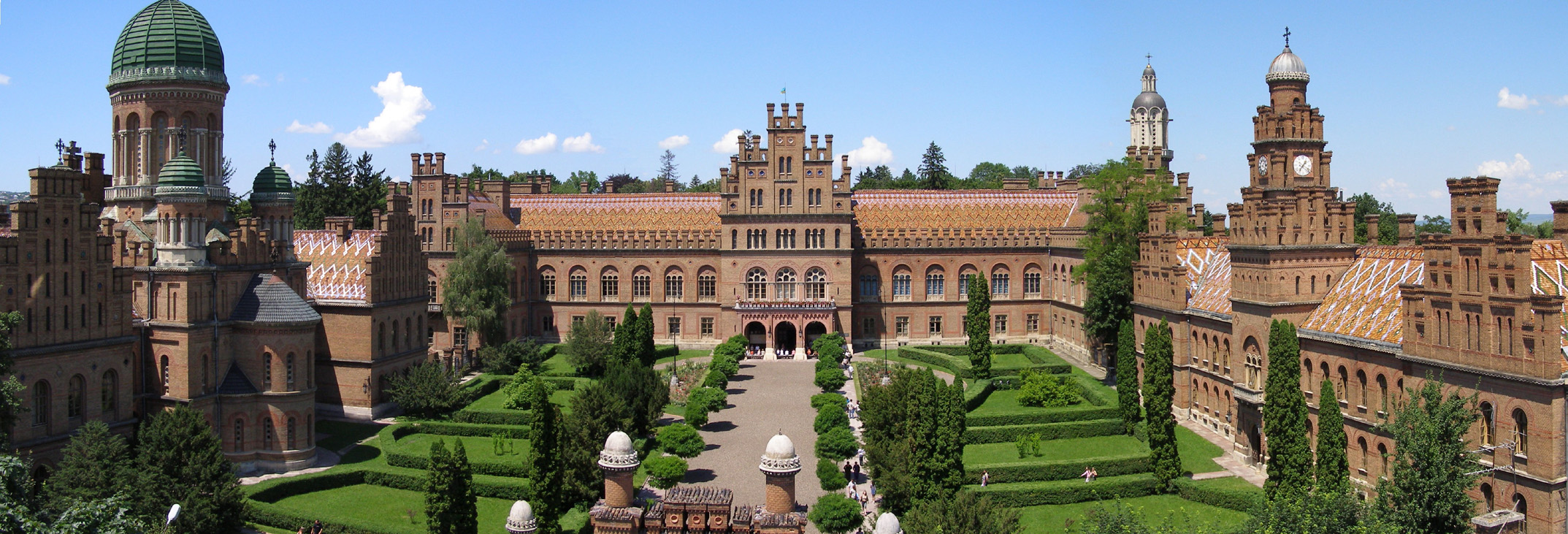
Université nationale de Tchernivtsi

Dumitru est né le 16 novembre 1903 à Vlădeni (ro), près de Brașov, en Roumanie. Sa mère, Rebecca Staniloae, est nièce d'un prêtre. Dumitru est le plus jeune de cinq enfants. À l'âge de treize ans, il commence ses humanités au lycée confessionnel Andrei-Saguna. L'année suivante, il reçoit une bourse de la fondation Gojdu. En 1922, il reçoit une bourse de recherches de l'Universitatea Regele Carol I din Cernăuţi (Université Roi Charles Ier de Tchernivtsi), mais, déçu par la qualité des cours et des manuels, il quitte l'université l'année suivante. De 1923 à 1924, il suit des cours à la Faculté des Lettres de l'université de Bucarest.
Rentré à l'Universitatea Regele Carol I din Cernăuţi, il est diplômé en 1927, complétant une thèse intitulée « Baptiser les enfants » sous la direction du professeur Vasile Loichiță. À l'automne 1928, Dumitru soutient sa thèse de doctorat « Vie et activité du patriarche Dosithée de Jérusalem et ses liens avec les pays roumains. » Au cours des années suivantes, il étudie la dogmatique dans le cadre d'une bourse du Centre métropolitain de Sibiu, en même temps qu'il participe à des cours dispensés par le professeur August Heisenberg à Munich. En 1929 et 1930, il étudie des documents concernant Grégoire Palamas, à Berlin, Paris et Constantinople.
À 26 ans (1929), il est nommé professeur à l'Académie théologique de Sibiu.
Le 4 octobre 1930, il épouse Maria Gentiana Mihu avec qui il a des jumeaux l'année suivante, Maria et Dumitru. Son fils Dimitru meurt peu de temps après sa naissance. Sa fille Maria survit jusqu'en avril 1946. Le 8 octobre 1931, Dumitru est ordonné diacre, puis prêtre, le 25 septembre 1932. Le 8 octobre 1933, une autre fille leur est née, du nom de Lydia.
Le 1er janvier 1934, le père Dumitru devient le directeur du journal roumain Le Télégraphe, poste qu'il occupe jusqu'en 1945. En juin 1936, il est nommé recteur de l'Académie théologique de Sibiu.
En 1936, il achève Vie et enseignement de Saint Grégoire Palamas et, en 1943, Jésus Christ ou la restauration de l'homme.
À la fin de la Seconde Guerre mondiale, la Roumanie est envahie par l'armée soviétique qui aide à instaurer un régime ami dont la politique vis-à-vis de l'Église orthodoxe est violemment discriminatoire et répressive. Sous pression politique, le père Dumitru est contraint en 1946 de démissionner de la direction de l'Académie, tout en continuant d'enseigner jusqu'en 1947. Il est ensuite transféré à l'université de Bucarest, occupant la chaire d'études ascétiques et mystiques comme membre de la faculté de théologie. Mais, en 1949, cette chaire est abolie. Dans cet environnement hostile à toute culture religieuse, le père Dumitru réussit à continuer à enseigner, cette fois en tant que professeur de théologie dogmatique.
En 1950 le père Dumitru a commencé à assister aux réunions du groupe Rugul Aprins (Le Buisson Ardent). C'était un groupe formé en 1940 par plusieurs universitaires, y compris les hiéromoines Ivan Kulîghin, Benedict Ghuis et Sofian Boghiu, des moines novices comme Andrei Scrima ou encore des laïcs, comme l'écrivain Ion Marin Sadoveanu, Alexandru Mirodan, Virgil Cândea, Paul Simionescu, etc. Le groupe se réunissait aux monastères de Cernica et d'Antim et était un centre de rajeunissement de la vie chrétienne orthodoxe à Bucarest. En 1958, coïncidant avec le retrait de l'armée soviétique de la Roumanie, une vague d'arrestations politiques eut lieu, y compris parmi les membres du groupe Rugul Aprins. Dumitru était de ceux qui furent arrêtés. Le 5 septembre 1958, il fut emprisonné en attendant son procès qui commença le 4 novembre 1958.
Au cours des années suivantes, le père Dumitru fut déplacé de prison en prison où il connut la détention à l'isolement pendant des mois. Il fut libéré en 1963. Il a par la suite commencé à travailler pour le Saint-Synode de l'Église orthodoxe roumaine. En 1965, le gouvernement tentant de donner une image de liberté religieuse en Roumanie, il a été invité par le Département d'État roumain aux Cultes à écrire des articles et prendre part à des études. Le Père Dumitru a été autorisé à voyager pour assister à des conférences à l'étranger.
En 1968, il a participé à des conférences à Fribourg-en-Brisgau et Heidelberg. La même année, il a enseigné à l'université d'Oxford au Royaume-Uni. Puis, en 1973, il a pris sa retraite, mais a continué comme professeur consultant pour les études de doctorat. Durant les années suivantes, il a souvent été honoré à l'étranger, notamment en recevant le titre de Docteur Honoris causa de l'université de Thessalonique en 1976, de l'Institut de théologie orthodoxe Saint-Serge à Paris en 1981, de la Faculté de théologie orthodoxe de l'université de Belgrade en 1982, de la Faculté de Théologie de l'université d'Athènes en 1991, et de l'université de Bucarest en 1992.
Le 5 octobre 1993, le Père Dumitru Stăniloae meurt à l'âge de 89 ans.

## Œuvre et rayonnement
Le père Dumitru Stăniloae apparaît aujourd'hui comme le plus grand théologien roumain et l'un des plus grands théologiens orthodoxes du XXe siècle. Son travail de traduction et d'édition des textes patristiques et sa propre pensée théologique – fortement liée à ceux-ci, mais non sans originalité – ont exercé une influence considérable sur la génération actuelle des théologiens roumains, en premier lieu sur S. B. le patriarche Daniel de Roumanie. Les nombreux travaux universitaires de ces dernières décennies qui se référent à son œuvre témoignent du rôle dynamique et inspirant qu'elle continue à jouer dans la réflexion théologique contemporaine. Une traduction en français de ses œuvres principales est en préparation ; un premier volume a été publié en 2011 aux éditions du Cerf
Stăniloae a toujours souligné la présence du Dieu dans l’histoire de l’humanité et l’origine divine de l'âme humaine.

## La Philocalie
Le père Dumitru Stăniloae a travaillé pendant plus de 45 années sur la traduction roumaine de la Philocalie, aidé par son disciple, le père Arsenie Boca. Cette anthologie originale fut mise en œuvre par Nicodème l'Hagiorite à la fin du XVIIIe siècle au Mont Athos. Comme avant lui l'évêque russe de Tambov, Théophane le Reclus, le Père Dumitru n'a pas seulement traduit la Philocalie de Macaire, mais l'a enrichie par d'autres textes. Certains textes ne sont pas conservés par cet éminent théologien, tandis que plusieurs autres sont inclus dans la collection. Par exemple, il inclut L'Échelle sainte de Jean Climaque.

## Œuvres
- Vie et enseignement de Saint Grégoire Palamas, 1936
- Jésus Christ ou La restauration de l'homme, 1943
- Dieu est amour, trad. fr. par Daniel Neeser, Labor et Fides, Genève, 1980
- Le génie de l'Orthodoxie, Desclée de Brouwer, Paris, 1986
- Prière de Jésus et expérience du Saint Esprit, Desclée de Brouwer, Paris, 1991
- Commentaires aux Ambigua dans Saint Maxime le Confesseur, Ambigua, Les Éditions de l'Ancre, Paris-Suresnes, 1994 (version originale : Bucarest, 1983)
- Théologie ascétique et mystique de l'Église orthodoxe, Cerf, Paris, 2011